# Kyselina močová
Kyselina močová (někdy uváděný jako 2,6,8-trioxypurin), sumární vzorec C5H4N4O3, je bezbarvá krystalická látka s teplotou tání 400 °C, při které se však rozkládá. Je velmi málo rozpustná ve vodě a jiných rozpouštědlech. Zatímco u plazů a ptáků je běžným produktem detoxikace amoniaku, u savců je koncovým produktem metabolismu purinů, mezi důsledky poruch jejího metabolismu patří močové či ledvinové kameny nebo dna. Patří mezi nejdůležitější finální produkty dusíkového metabolismu. Může být produktem rozkladu inositol monofosfátu. Její soli se nazývají uráty.
Běžně se vyskytuje v moči, ve stopovém množství i v potu. Může vznikat v ledvinách (zejm. při metabolizaci alkoholu) či v játrech (při metabolizaci některých sacharidů).

## Historie
Poprvé ji izoloval z ledvinových kamenů v roce 1776 švédský chemik Carl Wilhelm Scheele. Roku 1882 ukrajinský chemik Ivan Horbaczewski provedl syntézu kyseliny močové reakcí močoviny a glycinu.

## Nemoc dna
Nemocí dnou (pakostnicí, podagrou) netrpí jen člověk, ale také jiní savci, plazi a ptáci. Dna byla nepřímo diagnostikována také u obřího druhohorního dravého dinosaura druhu Tyrannosaurus rex.